# Combinatorial Chemistry & High Throughput Screening
Combinatorial Chemistry & High Throughput Screening, abgekürzt Comb. Chem. High Throughput Screen.,  ist eine wissenschaftliche Fachzeitschrift, die vom Bentham Science-Verlag veröffentlicht wird. Die erste Ausgabe erschien im Jahr 1998. Derzeit erscheint sie mit acht Ausgaben im Jahr. Es werden Artikel veröffentlicht, die sich mit chemischer Biologie und Arzneistoffentwicklung beschäftigen.
Der Impact Factor lag im Jahr 2014 bei 1,222. Nach der Statistik des ISI Web of Knowledge wird das Journal mit diesem Impact Factor in der Kategorie angewandte Chemie an 40. Stelle von 70 Zeitschriften, in der Kategorie Pharmakologie und Pharmazie an 200. Stelle von 254 Zeitschriften und in der Kategorie Biochemische Forschungsmethoden an 68. Stelle von 79 Zeitschriften geführt.